# Theridion grallator
Theridion grallator – gatunek pająka z rodziny omatnikowatych.
Hawajska nazwa tego pająka to nananana makaki'i (pol. pająk ze wzorem twarzy). Nazwa grallator po łacinie oznacza "chodzący o szczudłach" i odnosi się do długich nóg pająka.

## Wygląd
Theridion grallator osiąga długość 5 mm. U niektórych form na żółtym odwłoku występuje wzór przypominający uśmiechniętą lub śmiejącą się twarz klowna. Wzór na ciele każdego pająka jest niepowtarzalny oraz różni się pomiędzy wyspami, a niektóre pająki nie mają w ogóle oznaczeń. 
Na wyspie Maui cechy ubarwienia są dziedziczone zgodnie z prawami Mendla, a na innych hawajskich wyspach są sprzężone z płcią. Rozbieżność we wzorach jest prawdopodobnie związana z kamuflażem ochronnym przed ptakami, ich drapieżnikami, aby zapobiec rozpoznawaniu pająków. Ponieważ na wygląd wzoru może wpływać pokarm pająka (Gillespie, 1989) a i T. grallator jest bardzo mały, ukrywa się w ciągu dnia i nie jest ważnym pokarmem dla żadnego gatunku drapieżników, prawdopodobnie jego wygląd nie ma ważnych funkcji adaptacyjnych.

## Zwyczaje
Pająki te żyją pod liśćmi, gdzie także przędą swoje sieci. Samice pilnują jaj do momentu ich wyklucia oraz polują na ofiary, które są pokarmem dla młodych. T. grallator poluje głównie wieczorami.

## Występowanie
Endemit na wyspach archipelagu hawajskiego: Oʻahu, Molokaʻi, Maui i Hawaiʻi w lasach deszczowych na wysokości 300 do 2000 metrów.